# ファーイズ
アブル＝カースィム・イーサー・ブン・アッ＝ザーフィル（アラビア語: أبو القاسم عيسى بن الظافر, ラテン文字転写: Abuʾl-Qāsim ʿĪsā b. al-Ẓāfir, 1149年5月31日 - 1160年7月22日）、または即位名でアル＝ファーイズ・ビ＝ナスルッラーフ（アラビア語: الفائز بنصر الله, ラテン文字転写: al-Fāʾiz bi-Naṣr Allāh,「神の助けによって勝利する者」の意）は、第13代のファーティマ朝のカリフである（在位：1154年4月16日 - 1160年7月22日）。
ワズィール（宰相）のアッバース・ブン・アビル＝フトゥーフによって父親を殺害され、5歳でカリフに即位したファーイズは、専らその生涯をアッバースの後継者であるタラーイー・ブン・ルッズィークの傀儡として過ごした。病弱であったファーイズは11歳の時にてんかんの発作によって死去し、従兄弟にあたるアーディド（ファーティマ朝の最後のカリフ）が後継者となった。

## 経歴
ファーイズの即位名で知られるアブル＝カースィム・イーサーは、第12代のファーティマ朝のカリフであるザーフィルの息子として生まれた。そのイーサーは父親のザーフィルと二人の叔父が当時のワズィールであるアッバース・ブン・アビル＝フトゥーフとその息子のナスルによって殺害されたのち、1154年4月16日に5歳で即位した。また、即位名として「神の助けによって勝利する者」を意味するアル＝ファーイズ・ビ＝ナスルッラーフの名を与えられた。叔父の死体や招集を受けて大きな歓呼の叫び声を上げるファーティマ朝の軍隊を目にした幼い少年は怯える姿を見せた。その後のファーイズの生涯を通じて続いたてんかんの発作や震えはこうしたトラウマとなる体験の結果であったと一般的には考えられている。同じ理由から公的な儀式におけるファーイズの役割は制限され、ファーイズの治世中にはナイル川の氾濫を祝う例年の祭事が夜間に行われることすらあった。

1165年頃のレバント地方の勢力図。ファーティマ朝の領土は緑で示されている。

しかし、このような血なまぐさい事件はすぐにアッバース自身の没落を招いた。恐怖に襲われた王家の女性たちは当時のアシュート総督でアルメニア人のタラーイー・ブン・ルッズィークに助けを求めたが、この時、女性たちは切り落とした自分の髪を送って支援を嘆願したと伝えられている。これに対しタラーイーはすぐに求めに応じ、カイロに向けて進軍した。一方のアッバースは抵抗を試みたものの、自身に対する全面的な反発に直面した。ほとんどの兵士は完全に離反するかアッバースを支援することに消極的な態度を示し、アッバースの下に残った兵士たちは気が付くと石を持った民衆から攻撃されているという有様だった。結局、アッバースは5月29日に息子とわずかな従者だけを連れて首都から脱出することを余儀なくされた。一行はシリアを目指したが、6月6日に死海付近で十字軍に進路を妨害された。最終的にアッバースは殺害され、息子のナスルはファーティマ朝に売り渡された。そのナスルは宮中の女性たちに切り刻まれ、殴り殺された。
タラーイーは6月17日に全権を委任される形でワズィールに任命された。その一方でまだ未成年であったファーイズはザーフィルの姉妹にあたるシット・アル＝クスール（「宮殿の貴婦人」を意味する）を長とする叔母たちの保護下に置かれたが、そのシット・アル＝クスールは兄弟たちがアッバースとナスルによって殺害されたことに対する復讐を果たす上で主導的な役割を担っていた。しかしながら、ファーティマ朝大宮殿の壁の外ではタラーイーが実質的な国家の支配者として振る舞っており、ファーイズはタラーイーの囚人も同然の状態に置かれていた。シーア派の一派である十二イマーム派の信徒であったタラーイーはヒジャーズとイラクのアリー家のアシュラーフ（預言者ムハンマドの子孫を称する人々）を積極的に支援したが、ファーティマ朝を廃止しようとはせず、かつて全権を掌握し、自身が手本にしようと努めていた著名なアルメニア人のワズィールであるバドル・アル＝ジャマーリーとアル＝アフダル・シャーハンシャーフにならい、事実上の王として統治を続けた。
しかし、タラーイーの立場に異議が唱えられなかったわけではなかった。タラーイーは1155年に地方総督による反乱に直面したが、このような反乱は1157年にも繰り返された。自らの正当性を強化しようとしたタラーイーはパレスチナの十字軍に対するかつての攻撃的な政策を復活させ、1155年の海軍によるスールへの攻撃や1157年と1158年のガザとヘブロンに対する襲撃を含むいくつかの成功を収めたが、ヌールッディーンが支配するシリアのザンギー朝との同盟を通じてエジプトを守ろうとした努力は成功に結びつかず、1160年にエルサレム王ボードゥアン3世（在位：1143年 - 1163年）がエジプトへの侵攻を準備した際には金銭を支払うことによって攻撃を回避せざるを得なかった。ジハードの戦士、詩人、そして文化活動の後援者としてのタラーイーの名声は自身の独裁的な統治によって相殺され、十字軍との戦争を積極的に推し進めた結果として生じた慢性的な歳入不足を補うために没収という手段に頼った。
このような状況の中、ファーイズは1160年7月22日にてんかんの発作によって死去した。タラーイーはファーイズの従兄弟にあたる9歳のアーディド（在位：1160年 - 1171年）を後継者に選び、さらに娘の一人をアーディドと結婚させたが、そのアーディドはファーティマ朝の最後のカリフとなる運命にあった。